# Васил Личищки
Васил Личищки е български духовник, деец на късното Българско възраждане в Югозападна Македония.

## Биография
Роден е в българското село Личища, на източния бряг на Костурското езеро. Става свещеник и се присъединява към клира на Българската екзархия. Служи като български свещеник в костурското градче Хрупища, където е активен деец на българската партия. По време на Илинденско-Преображенското въстание по донос на костурския митрополит Герман Каравангелис е убит с камъни.
Председателят на Костурската българска община свещеник Григорий Бейдов разказва:
| „ | Тъкмо тогава докараха въ Подзери на брѣга на езерото българския свещеникъ Василий отъ с. Личища заедно съ сина му. Трагична бѣ неговата смърть. Нещастниятъ свещеникъ, съ свързани отзадъ рѫцѣ, не успѣ да го прѣдставятъ на командантина. Разярената тълпа се хвърли върху него, колъ му заби въ устата и го посипа съ камъни. | “ |